# 全日本民間労働組合協議会
全日本民間労働組合協議会（ぜんにほんみんかんろうどうくみあいきょうぎかい）は、かつて存在した日本の労働組合の協議会。略称は全民労協（ぜんみんろうきょう）。
1982年に労働戦線の統一を民間主導で進めるために設立され、1987年に全日本民間労働組合連合会（全民労連または民間連合）として発展的解消され、1989年にはさらに官公労も合流して、現在の日本労働組合総連合会（連合）となる。

## 沿革

### 結成への経過
1962年に右派組合が結集した全日本労働総同盟（同盟）が成立して以後、日本のナショナルセンターは勢力の順に、
- 左派・社会党及び共産系の日本労働組合総評議会（総評）
- 右派・民社党系の全日本労働総同盟（同盟）
- 中間派の中立労働組合連絡会議（中立労連）
- 左派・非共産の全国産業別労働組合連合（新産別）

の4団体が並んでいた。これらはたびたび「労働戦線統一」などの目標を掲げて統一を模索したが、そのたびに対立が表面化して挫折していた。
だが、1970年代後半の労働運動の高まりを受けて、1979年3月9日に、まず中立労連と新産別や中立数組合によって全国労働組合総連合（総連合）が結成され、「ゆるやかな連合」として「労働戦線統一の触媒」として活動をはじめる。
また同盟でも民間組合を先行させた労働戦線の統一が打ち出され、総評も態度を軟化させる。1980年9月30日、総評・同盟・中立労連及び無所属の民間労組の代表による労働戦線統一推進会が発足。メンバーは総評2、同盟2、中立労連1、無所属単産1の計6単産の代表であった。
労働戦線統一推進会による「民間先行による労働戦線統一の基本構想（のちの連合の綱領路線）」（1981年）は、「自由にして民主的な労働組合」の路線と「西側の一員」論の立場に立ち、国際自由労連（ICFTU）加盟、批判勢力の排除を求めた。推進会が打ち出した基本方針は、組織を協議会体制にすることや、共産色の強い統一労組懇との対決姿勢などである。同盟はこれを概ね支持したが、総評左派がこの方針に難色を示した。左派勢力の抵抗に総評は結論を先送りにしたが、1981年11月の評議会で強行採決をして基本方針の修正案を可決した。
これに対して同盟側は難色を示したものの、推進会は玉虫色のまとめを採択し、12月14日に労働戦線統一準備会が発足した。当初参加した組合は総評5、同盟17、中立労連7、新産別4、無所属6の計39単産。組合員数は約378万3000人であった。
これより協議会へ向けた詰めの話し合いが行われたが、総評と同盟の対立が再び浮上。しかし総評の左派組合を中心に新組織への反対・懐疑が出され、右派と左派の対立が深刻になる。それでも左派を押さえ込む形で交渉、譲歩などをした結果、新組織の発足にこぎつけ、1982年12月14日に全日本民間労働組合協議会が発足した。発足時の加盟組合は総評5、同盟17、中立労連8、新産別4、無所属7の計41単産、組合員は約423万5000人。初代議長は竪山利文・電機労連委員長。
同時期に総連合や政策推進労組会議（政推会議）は活動を停止。全国民間労組委員長懇談会（全民懇）、民間労組共同行動会議は解散。春闘の共闘機関である賃金対策民間労組会議は翌年は発足しないことを決定。これらは事実上の全民労協への移管・吸収である。

### 連合への歩み
統一労組懇は全民労協への一連の動きに反発し、総評の主流左派の組合がこれに同調する動きをした。それでも総評内でも官公労組の統一機運が高まる動きが出てくるが、総評や同盟の有力組合から反対の声が上がった。官公労組の加盟議論が活発になるのは連合の結成以降である。
また、共産党を除く野党はこの動きを軒並み歓迎し、野党連合の枠組みにつなげたいとする声も上がった。これ以降の野党の提携、ひいては55年体制の崩壊後の非自民政権の枠組みへのつながりに、全民労協、そして連合の存在の影響があったとも言える。
一方、全民労協は1983年11月の第2回総会で、オブサーバー加盟や友好加盟制度の導入など組織の積極的拡大路線を打ち出した。また「政策・制度要求と提言」を毎年発表したり、中央省庁や経済団体とも交流をしたりと、積極的な活動をする。
連合体制への移行についての議論は1985年に入ると活発化し、同年11月の第4回総会で連合組織への移行を確認。1986年11月の第5回総会で翌年秋の連合組織への移行を確定した。そして1987年11月9日の第6回総会で解散。この時、全64単産（うちオブサーバー加盟1、友好加盟6）組合員数約555万7000人であった。
同月19日、同盟と中立労連が解散。翌20日に全日本民間労働組合連合会（全民労連、民間連合）が結成、1989年11月21日には官公労と統一し日本労働組合総連合会（連合）となった。なお、総連合は民間連合結成に先立つ1987年9月16日に、新産別は翌年の10月に、総評は官公労が残っていた関係もあってさらに次の年の11月に解散している。

## 推進会・準備会・全民労協の勢力の変遷
| 年月       | 加盟組合数               | 正規の 組合員数         | オブ・友好を含む 組合員数 | 備考                        |
| ---------- | ------------------------ | ----------------------- | ------------------------- | --------------------------- |
| 1980年9月  | 6単産                    | －                      | －                        | 推進会発足時                |
| 1981年12月 | 39単産                   | 約378万3000人           | －                        | 準備会発足時                |
| 1982年12月 | 51単産 41単産            | 約480万人 約423万5000人 | －                        | 準備会解散時 全民労協発足時 |
| 1983年6月  | 49単産                   | 約478万5000人           | －                        |                             |
| 1983年11月 | 54単産                   | 約483万5000人           | －                        | 第2回総会時                 |
| 1984年12月 | 54単産、オブ1、友好加盟5 | 約484万人               | 約502万人                 | 第3回総会時                 |
| 1985年11月 | 54単産、オブ1、友好加盟5 | 約512万5000人           | 約530万人                 | 第4回総会時                 |
| 1986年11月 | 55単産、オブ1、友好加盟6 | 約512万5000人           | 約540万7000人             | 第5回総会時                 |
| 1987年11月 | 57単産、オブ1、友好加盟6 | 約516万4000人           | 約555万7000人             | 解散時                      |

## 推進会の加盟組合
- 総評（2単産）
  - 鉄鋼労連、全日通
- 同盟（2単産）
  - ゼンセン同盟、電力労連
- 中立労連（1単産）
  - 電機労連
- 無所属（1単産）
  - 自動車総連

## 準備会の加盟組合
総評（15単産）
- 1981年12月（発足時）に加盟（5単産）
  - 鉄鋼労連、合化労連、全日通、電通労連、全鉱
- 1982年6月までに加盟（7単産）
  - 全国金属、私鉄総連、炭労、全電力、繊維労連、全自交、紙パ労連
- 1982年12月までに加盟（3単産）
  - 全国一般、全海連、全造船

同盟（17単産）
- 1981年12月（発足時）に加盟（17単産）
  - ゼンセン同盟、全金同盟、造船重機労連、海員組合、一般同盟、交通労連、全化同盟、全食品同盟、紙パ総連合、航空同盟、建設同盟、資源労連、凸版労組、全炭鉱、基金労組、石油同盟、日本港湾

中立労連（8単産）
- 1981年12月（発足時）に加盟（7単産）
  - 電機労連、食品労連、全電線、全窯連、全石油、全国ガス、全国セメント
- 1982年12月までに加盟（1単産）
  - 生保労連

新産別（4単産）
- 1981年12月（発足時）に加盟（4単産）
  - 全機金、新化学、新運転、京滋地連

無所属（7単産）
- 1981年12月（発足時）に加盟（6単産）
  - 自動車総連、電力総連、商業労連、運輸労連、ゴム労連、全国自労
- 1982年12月までに加盟（1単産）
  - 相銀全労

## 全民労協の加盟組合
総評（20単産）
- 1982年12月（発足時）に加盟（5単産）
  - 鉄鋼労連、合化労連、全日通、電通労連、非鉄金属労連
- 1983年3月までに加盟（8単産）
  - 私鉄総連、全国金属、紙パ労連、繊維労連、全自交、全電力、日放労、全海連
- 1983年11月までに加盟（4単産）
  - 全造船、ホテル労連、炭労、全国自労連合会
- 1986年11月までに加盟（1単産）
  - たばこ共闘
- 1987年11月までに加盟（2単産）
  - 鉄道労連、鉄産総連

同盟（18単産）
- 1982年12月（発足時）に加盟（17単産）
  - ゼンセン同盟、全金同盟、造船重機労連、海員組合、一般同盟、交通労連、全化同盟、全食品同盟、紙パ総連合、航空同盟、建設同盟、資源労連、凸版労組、全炭鉱、基金労組、石油同盟、日本港湾
- 1983年12月までに加盟（1単産）
  - 全民労

中立労連（8単産）
- 1982年12月（発足時）に加盟（8単産）
  - 電機労連、食品労連、全電線、全窯連、全石油、全国ガス、全国セメント、生保労連

新産別（4単産）
- 1982年12月（発足時）に加盟（4単産）
  - 全機金、新化学、新運転、京滋地連

無所属（7単産・オブ1・友好6）
- 1982年12月（発足時）に加盟（7単産）
  - 自動車総連、電力総連、商業労連、運輸労連、ゴム労連、全国自労、相銀全労
- 1984年12月までに加盟（6単産）
  - 化学総連（オブサーバー加盟）、日建協（友好加盟）、チェーン労協（同）、車輛労協（同）、金属家具労協（同）、全国アロイ労協（同）
- 1986年11月までに加盟（1単産）
  - 化労研（友好加盟）

## 役員など
労働戦線統一推進会の構成員（6人）

- 総評（2人）
  - 中村卓彦（鉄鋼労連・委員長）、田淵勲二（全日通・委員長）
- 同盟（2人）
  - 宇佐美忠信（ゼンセン同盟・会長）、橋本孝一郎（電力労連・会長）
- 中立労連（1人）
  - 竪山利文（電機労連・委員長）
- 無所属（1人）
  - 塩路一郎（自動車総連・会長）

労働戦線統一準備会の幹事（13人）

- 総評（3人）
  - 中村卓彦（鉄鋼労連・委員長）、田淵勲二（全日通・委員長）、立花銀三（合化労連・委員長）
- 同盟（3人）
  - 宇佐美忠信（ゼンセン同盟・会長）、金杉秀信（造船重機労連・委員長）、田中良一（全化同盟・常任顧問）
- 中立労連（2人）
  - 竪山利文（電機労連・委員長）、岡村惠（食品労連）
- 新産別（1人）
  - 前川忠夫（全機金・委員長）
- 無所属（3人）
  - 塩路一郎（自動車総連・会長）、鈴木治（電力総連）、鈴木健勝（商業労連・会長）

| 期間       | 議長                          | 副議長 | 事務局長                          | 備考                            |
| ---------- | ----------------------------- | --- | --------------------------------- | ------------------------------- |
| 1982～83年 | 竪山利文 （電機労連・委員長） | 浅野総一郎（全金同盟・組合長） 塩路一郎（自動車総連・会長） 鈴木健勝（商業労連・会長） 田淵勲二（全日通・委員長） 中村卓彦（鉄鋼労連・委員長） 前川忠夫（全機金・委員長）         | 山田精吾 （ゼンセン同盟・副会長） | 第1回総会で選出                 |
| 1983～84年 | 〃                            | 鈴木健勝、中村卓彦、前川忠夫 ほか2名 金杉秀信（造船重機労連・委員長） | 〃                                | 第2回総会で選出                 |
| 1984～85年 | 〃                            | 鈴木健勝、中村卓彦、前川忠夫 ほか2名 藤原巌（全金同盟・組合長） | 〃                                | 第3回総会で選出                 |
| 1985～86年 | 〃                            | 鈴木健勝、中村卓彦、前川忠夫 宇佐美忠信（ゼンセン同盟・会長） 得本輝人（自動車総連・会長） 橋村良夫（全国金属・委員長）                                                           | 〃                                | 第4回総会で選出                 |
| 1986～87年 | 〃 （電機労連・顧問）         | 宇佐美忠信、鈴木健勝、得本輝人 中村卓彦、橋村良夫、前川忠夫 有村利範（造船重機労連・委員長） 鈴木治（電力総連・会長） 山岸章（情報通信労連・委員長） 藁科満治（電機労連・委員長） | 〃                                | 第5回総会で選出 副議長は4名増員 |

注：いずれも役職名は当時